# Гуньба колосиста
Гуньба колосиста (Trigonella smyrnea) — вид квіткових рослин родини бобових (Fabaceae).

## Біоморфологічна характеристика
Однорічна рослина 5–60 см заввишки, переважно розгалужені від основи. Стебла від лежачих до прямовисних. Прилистки ланцетно-шилуваті, від цілісних до зубчастих. Листочки 5–25 мм завдовжки й 2–8 мм. Суцвіття багатоквіткове, утворює щільну яйцеподібну до довгасто-головчасту китицю. Чашечка двоноподібна, 4–4.5 мм; зубці лінійно-ланцетні, нерівні. Віночок жовтий, 5–6 мм. Боби 5–10 мм завдовжки. Насіння еліптичне, 2.5–3 × 1.5–2 мм, дрібно-бугорчасте.

## Поширення
Росте на півдні Європи (Україна [Крим], Болгарія, Греція, Дагестан) й на заході Азії (Кіпр, зх. Іран, пн. Ірак, Ізраїль, Ліван, Сирія, Туреччина, Вірменія, Азербайджан, Грузія).
В Україні вид росте на кам'янистих та крейдяних схилах — у гірському Криму.